# Kazimierz Papée

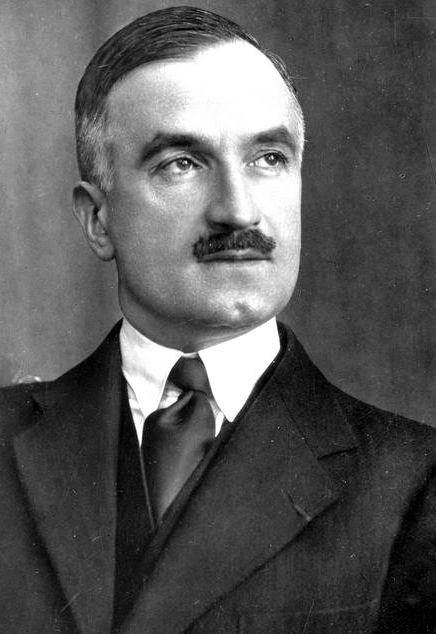
Kazimierz Papée (1932)

Kazimierz Papée (* 10. Januar 1889 in Lwów; † 19. Januar 1979 in Rom) war ein polnischer Diplomat.
Er wurde an der Jagiellonen-Universität in Krakau promoviert und war Teilnehmer des Ersten Weltkrieges. Hier kämpfte er in der Polnischen Legion der Österreichisch-Ungarischen Armee.
Nach dem Krieg trat er in den diplomatischen Dienst des nun unabhängigen Polen. Dort war er in verschiedenen Posten in Nordeuropa tätig und arbeitete 1929 als Generalkonsul Polens in Königsberg. Papée war polnischer Generalkommissar in der Freien Stadt Danzig (1932–1936), Botschafter Polens in der Tschechoslowakischen Republik (1938) und langjähriger polnischer Gesandter beim Heiligen Stuhl (1939–1958).